# Chies d’Alpago
Chies d’Alpago ist eine nordostitalienische Gemeinde (comune) mit 1246 Einwohnern (Stand 31. Dezember 2023) in der Provinz Belluno in Venetien.

## Geografie
Die Gemeinde liegt etwa 14 Kilometer ostnordöstlich von Belluno gehört zur Comunità montana Alpago und grenzt unmittelbar an die Region Friaul-Julisch Venetien. Der Verwaltungssitz befindet sich im Ortsteil Lamosano.